# Füredi Richárd
Füredi Richárd (helyenként Füredy írásmóddal szerepel) (Budapest, 1873. július 18. – Budapest, 1947. november 17.) magyar szobrászművész.

## Életpályája
Führer Gusztáv és Benyó Lujza fia. Tanulmányait Budapesten végezte. Fegyelmezett, akadémikus stílusú portrészobrokat készített. Sokat tett a síremlékszobrászat elfogadtatásáért. Felesége Krafft Mária volt.

## Főbb művei
- A millenniumi emlékmű néhány királyszobra (Könyves Kálmán, 1906; II. Lipót, 1905),
- Madách Imre szobra,
- Ipolyi Arnold szegedi emlékműve,
- Méliusz Juhász Péter debreceni emlékműve.
- Jókai Mór síremléke (építész: Kismarty-Lechner Jenő)
- Ereklyés országzászló 1928 (építész: Kismarty-Lechner Jenő)
- Nemzeti vértanuk emlékműve 1918 - 1919  1934 (építész: Kismarty-Lechner Jenő)[4][5][6]
- Tomori Pál szobra, Kalocsa

### Tervben maradt
- 1929: Attila-emlékmű, Budapest, Vérmező[7]

## Galéria

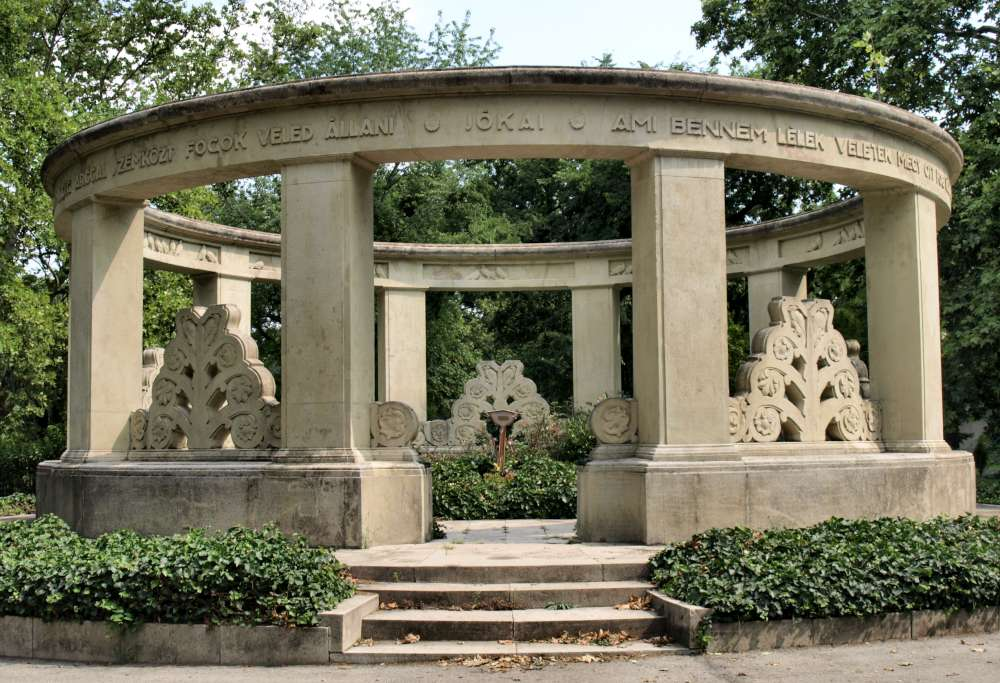
Jókai Mór síremléke (Budapest, Fiumei úti temető)
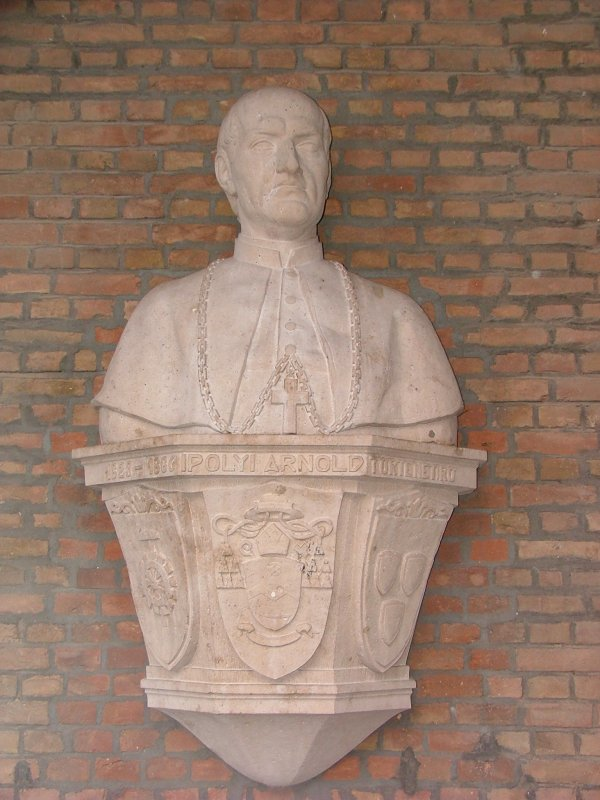
Ipolyi Arnold mellszobra Szegeden a Dóm téri Pantheonban
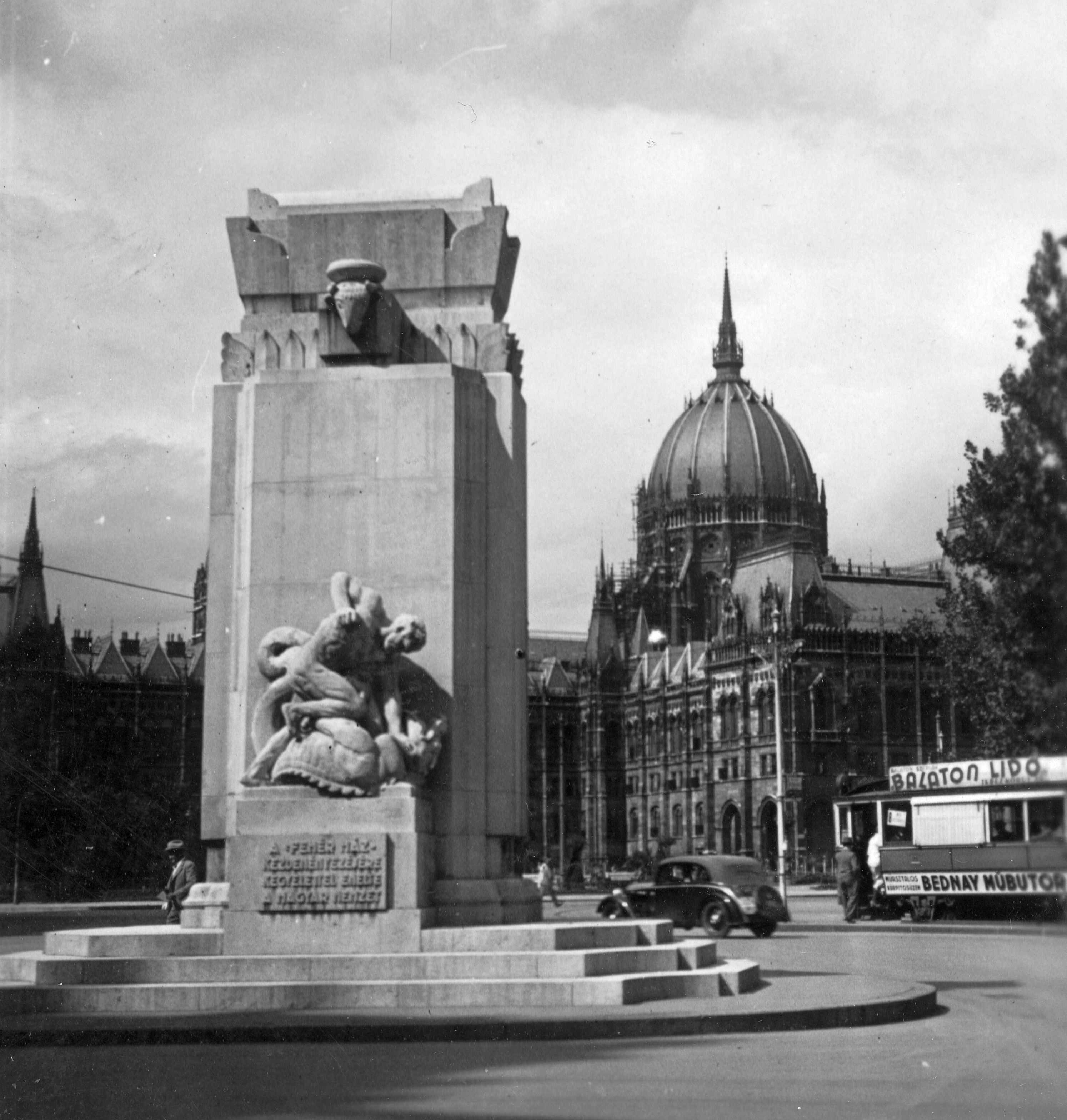
Nemzeti Vértanuk 1918-1919-es emlékműve
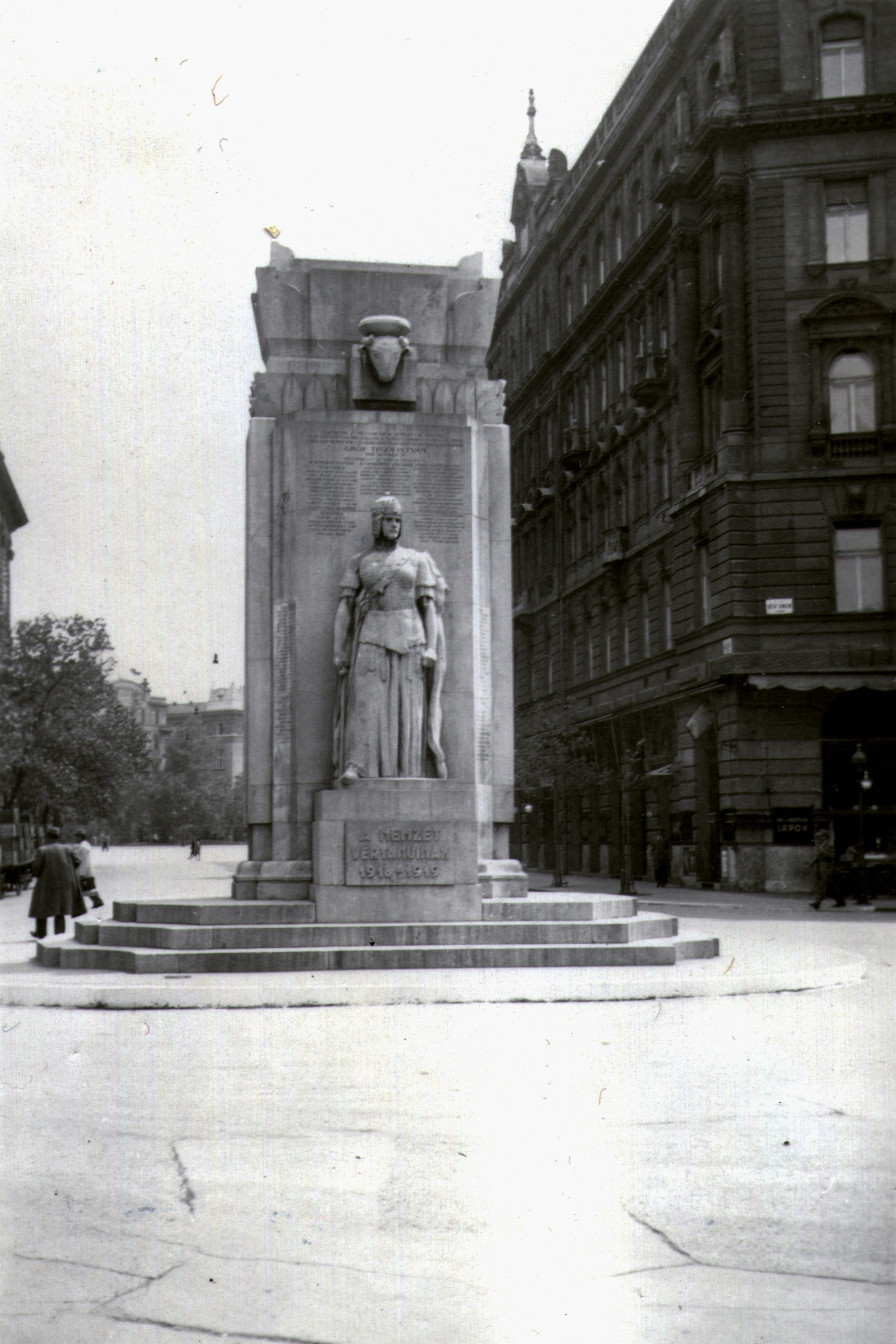
Nemzeti Vértanuk 1918-1919-es emlékműve, háttérben a Vécsey utca (1938)
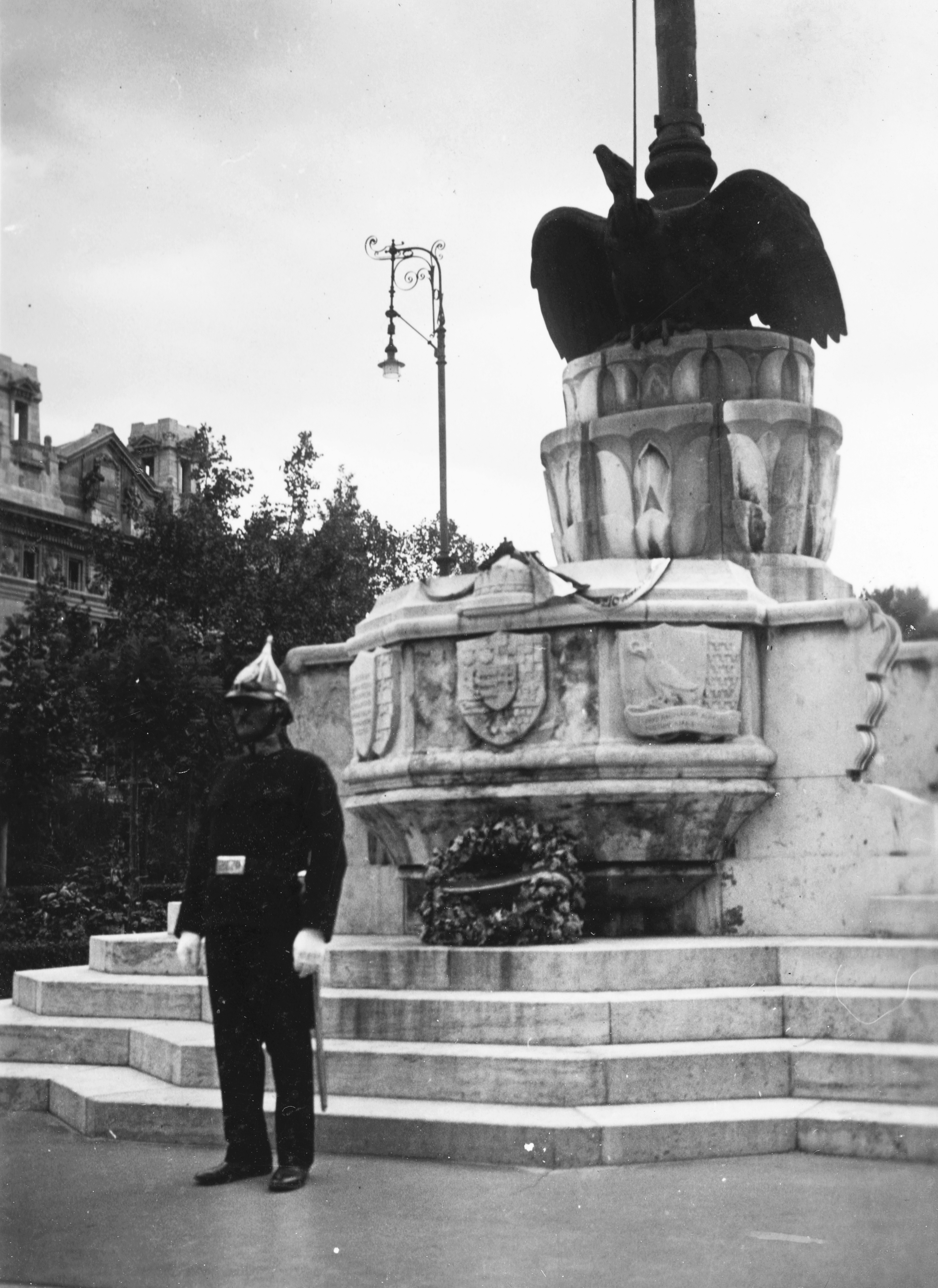
Ereklyés Országzászló